# Гирбова-де-Сус
Гирбова-де-Сус (рум. Gârbova de Sus) — село у повіті Алба в Румунії. Адміністративно підпорядковане місту Аюд.
Село розташоване на відстані 282 км на північний захід від Бухареста, 24 км на північ від Алба-Юлії, 53 км на південь від Клуж-Напоки.

## Населення
За даними перепису населення 2002 року у селі проживали 320 осіб, усі — румуни. Усі жителі села рідною мовою назвали румунську.